# Doux (Deux-Sèvres)

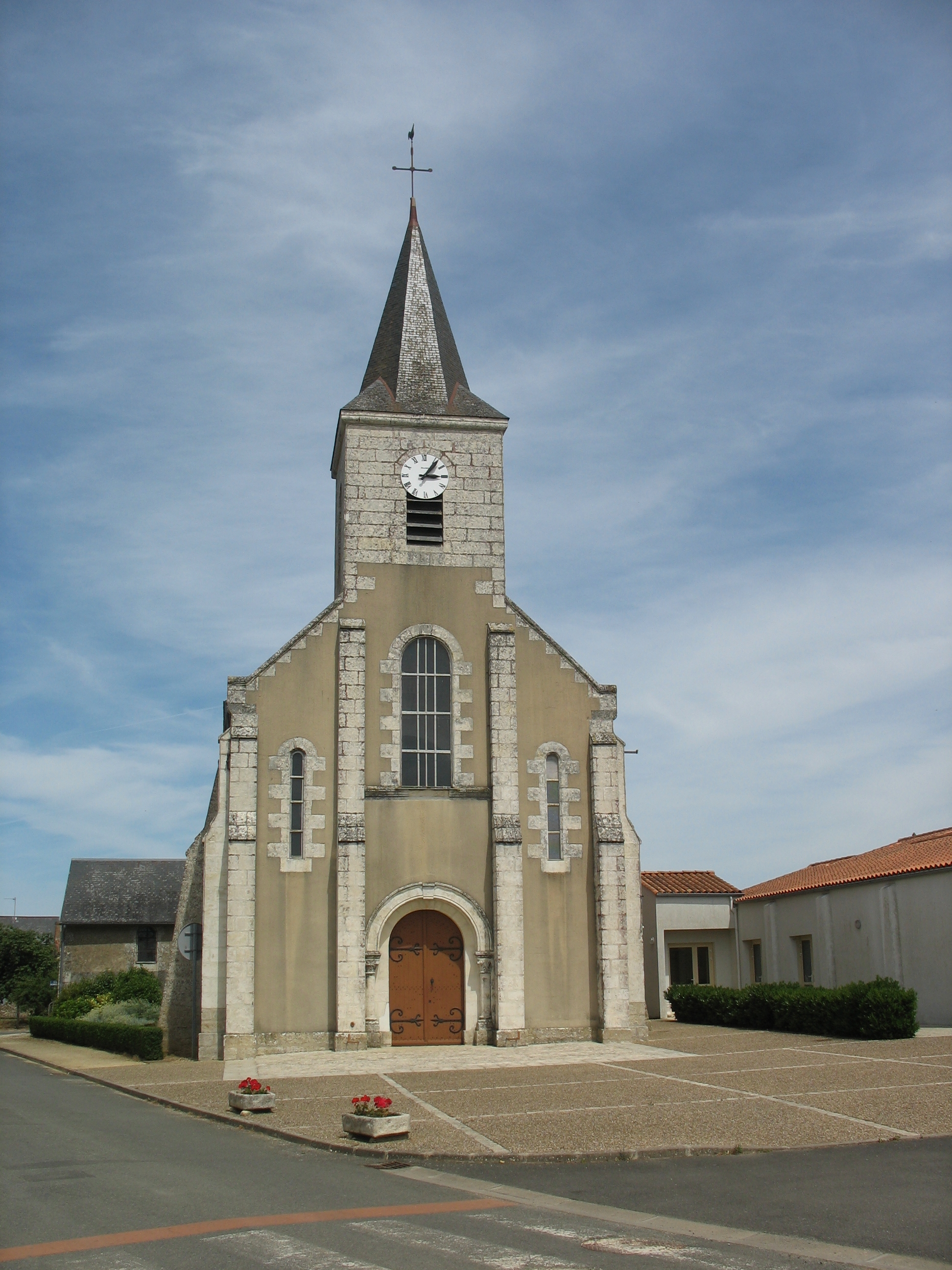

Doux is een gemeente in het Franse departement Deux-Sèvres (regio Nouvelle-Aquitaine) en telt 236 inwoners (1999). De plaats maakt deel uit van het arrondissement Parthenay.

## Geografie
De oppervlakte van Doux bedraagt 9,8 km², de bevolkingsdichtheid is 24,1 inwoners per km².
De onderstaande kaart toont de ligging van Doux (Deux-Sèvres) met de belangrijkste infrastructuur en aangrenzende gemeenten.

## Demografie
Onderstaande figuur toont het verloop van het inwonertal (bron: INSEE-tellingen).